# Fontanna Alegoria Walki i Zwycięstwa
Fontanna Alegoria Walki i Zwycięstwa (Studnia Walki i Zwycięstwa) – fontanna oraz rzeźby (pomniki) Walka i Zwycięstwo położone we Wrocławiu przy placu Jana Pawła II w ciągu Promenady Staromiejskiej biegnącej wzdłuż fosy miejskiej.

## Charakterystyka
Obiekt utrzymany jest w stylu neobarokowym. Autorami są: architekt Bernard Sehring oraz rzeźbiarz Ernst Seger. Fundatorem fontanny był komitet budowy pomnika Bismarcka, który na jej budowę przeznaczył środki finansowe, jakie mu pozostały z budowy Pomnika Bismarcka. Fontanna powstała jako spójna kompozycja, część, kontynuacja Pomnika Bismarcka, połączona z nim promenadą, stąd również stosowano do tej budowli określanie takie jak Bismarck-Brunnen (pol. Fontanna Bismarcka). Fontanna powstała w 1905 roku, a odsłonięcie nastąpiło w sierpniu tegoż roku. Obiekt wpisany został 7 października 1980 roku do rejestru zabytków pod numerem 363/Wm.
Cała kompozycja składa się z trzech zasadniczych elementów. Są to dwa pomniki (rzeźby ustawione na postumentach) oraz fontanna umieszczona pomiędzy nimi, połączona z pomnikami łukowatymi ramionami, nieco wyniesiona ponad przyległy teren, do której prowadzą schody. Obie rzeźby przedstawiają młodego atletę, siłacza (Samsona) i lwa. Pierwsza rzeźba (wschodnia) przedstawia młodego atletę walczącego z lwem, co stanowi alegorię walki, a druga (zachodnia) przedstawia tego samego siłacza siedzącego już na pokonanym zwierzęciu, co z kolei stanowi alegorię zwycięstwa. Fontanna ma formę talerzowej czaszy z wazą wieńczącą cokół, który umiejscowiony jest pośrodku basenu. Woda spływa z niej kaskadowo do dwóch pozostałych, koncentrycznych zbiorników.
W wyniku zniszczeń wojennych przez kilka lat rzeźba Zwycięstwo pozbawiona była głowy. Cały obiekt został odrestaurowany w 1955 roku. W 1970 roku nastąpiło jego przeniesienie, o kilka metrów, w kierunku południowym. Współcześnie obiekt znajduje się pod opieką Zarząd Dróg i Utrzymania Miasta. Nowym elementem stała się zainstalowana tu iluminacja.